# Jüdische Gemeinde Wetzlar

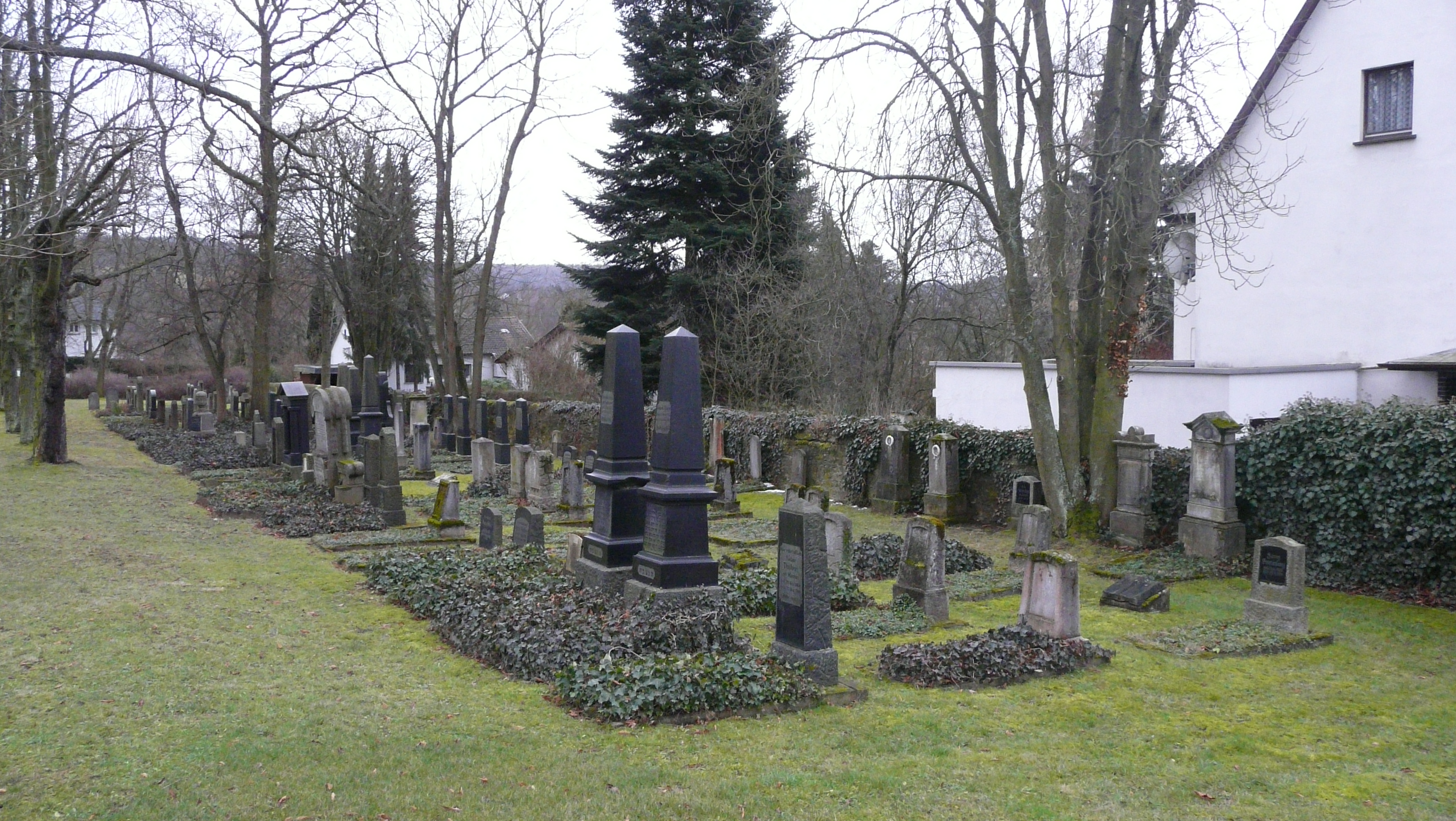
Neuer Jüdischer Friedhof, Bergstraße

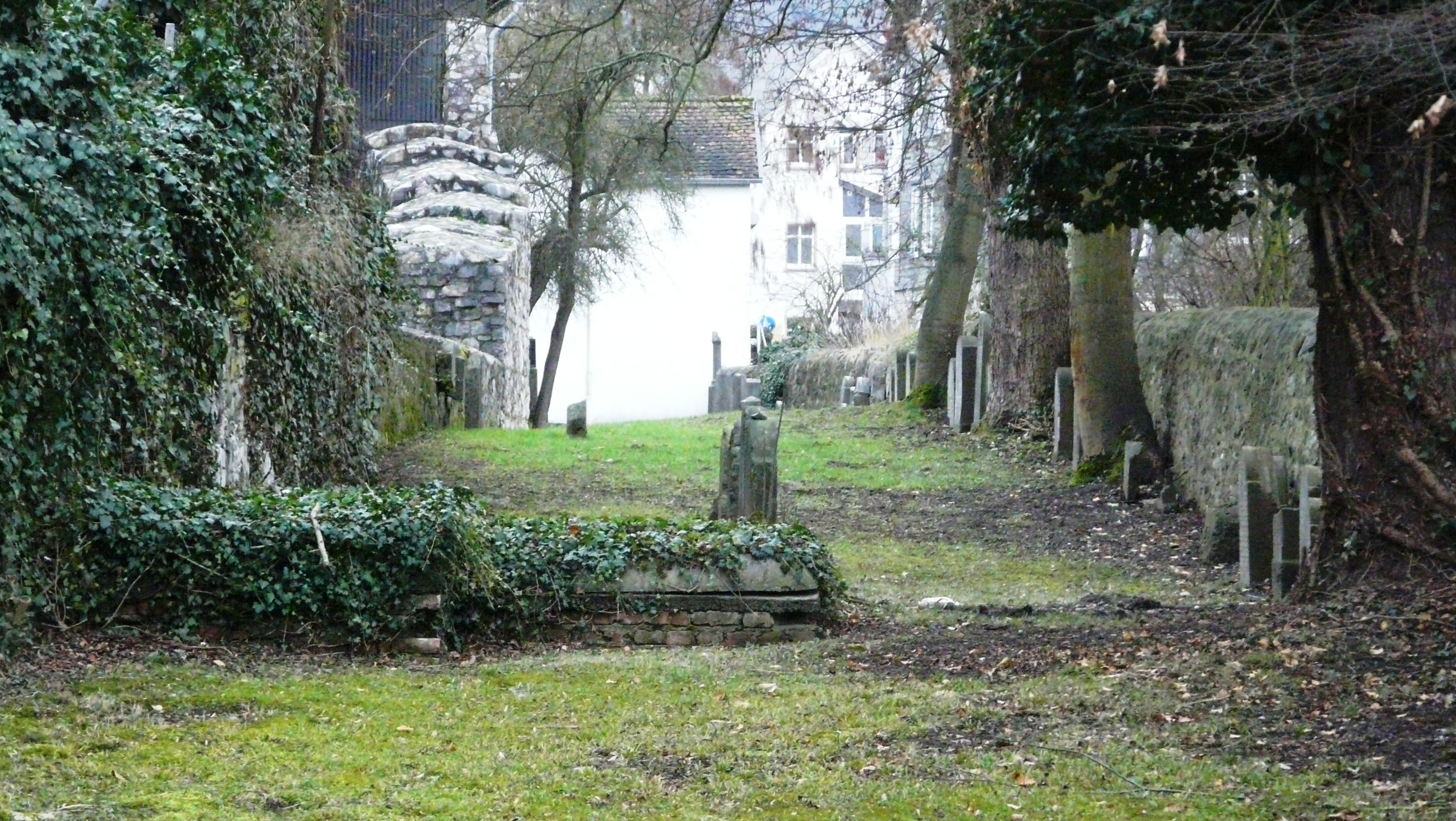
Alter Jüdischer Friedhof, Steighausplatz

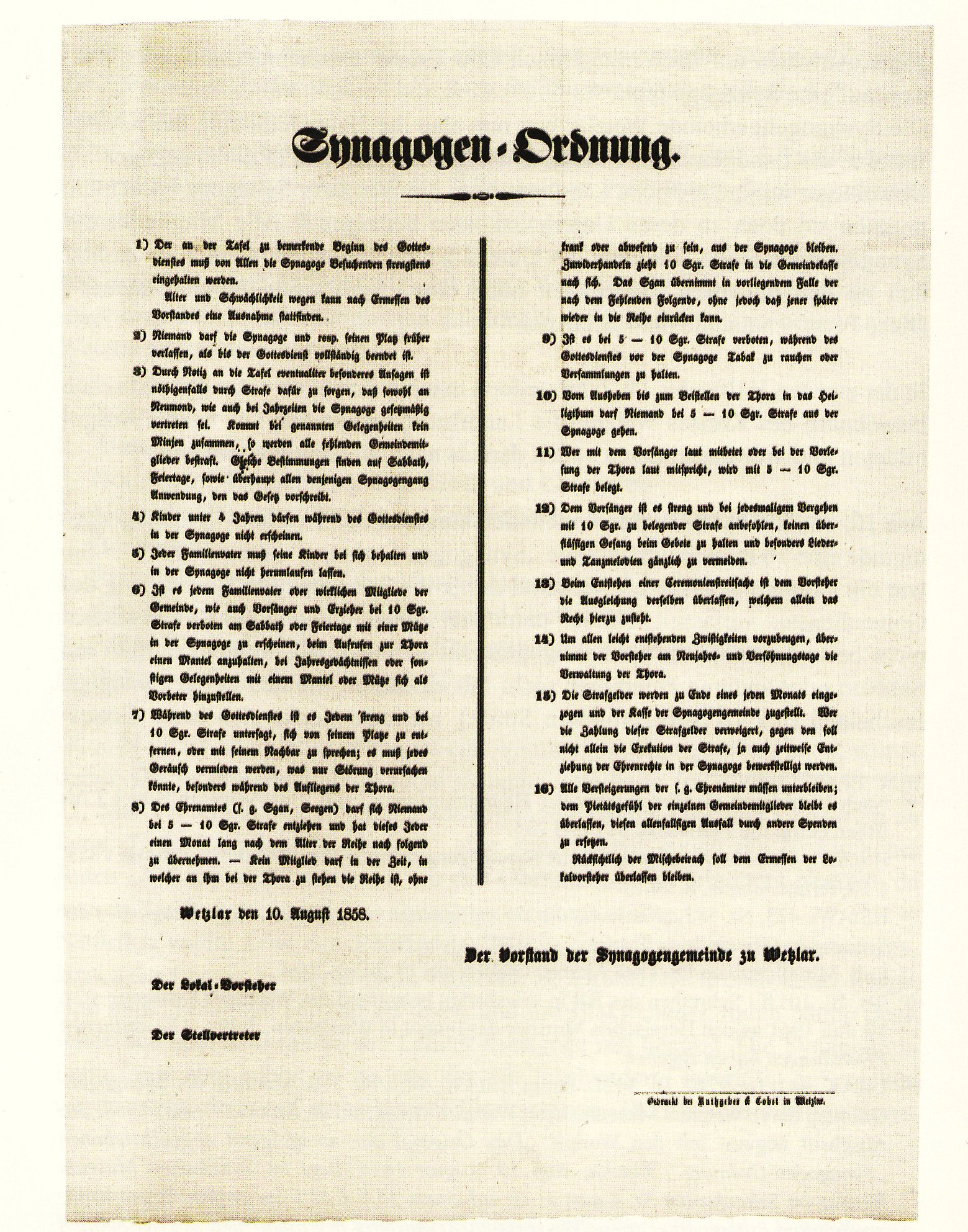
Synagogen-Ordnung von 1858

Die Jüdische Gemeinde in Wetzlar bestand bereits im Hochmittelalter und war stets nur eine kleine Kehillah. Die Jüdische Restitutionsnachfolger-Organisation (JRSO) beschrieb sie 1960 als „eine der ältesten jüdischen Gemeinden Südwestdeutschlands“. Die Gemeinde bildete ab August 1853 die Synagogengemeinde für den Landkreis Wetzlar.

## Geschichte
→ Siehe auch: Geschichte der Stadt Wetzlar

### Mittelalter
Bereits gegen Ende des 12. Jahrhunderts dürfte in der reichsunmittelbaren Stadt eine jüdische Bevölkerung existiert haben. In einer Königsurkunde vom 9. Juli 1277 werden jüdische Bewohner in Wetzlar erstmals erwähnt. Im Jahr 1292 ist von einem eigenen Wohnbereich die Rede, dem Judenviertel, dennoch existierte kein Ghetto in der Stadt. 1344 wird eine Judengaße sowie 1348 die Juden- und Pansmydengaße erwähnt. Als 1348/1349 Wetzlar die Pest ereilte, machte man die Juden in der Stadt dafür verantwortlich. Wie in anderen Städten auch kam es daraufhin zu einem Pestpogrom; die Juden wurden verfolgt und ermordet. In der Reichsstadt wurden jüdische Bewohner erst wieder 1360 erwähnt.

### Frühe Neuzeit bis Neuere Geschichte
Den Mittelpunkt des jüdischen Lebens bildete im 15. und 16. Jahrhundert der Kornmarkt, da sich dort auch die Beträume befanden. Während des Dreißigjährigen Krieges erhöhte sich die Zahl der Juden von 30 auf 60, weil viele jüdische Einwohner des Umlandes in Wetzlar Zuflucht suchten. Gleichzeitig verarmte die jüdische Bevölkerung, da es ihnen durch die finanzielle Situation der Stadt wirtschaftlich ebenfalls nicht gut ging. Vermutlich begründet sich darin der Verfall der Synagoge. Bis zur Mitte des 18. Jahrhunderts war die Zahl dennoch auf 100 Juden angewachsen.
Zu Beginn des 19. Jahrhunderts war die Gemeinde zunächst dem Rabbinat in Frankfurt am Main zugeordnet. Wenig später kam sie zum Rabbinat in Friedberg. 1810 verlieh der Mainzer Fürstbischof und Reichserzkanzler Karl Theodor von Dalberg den Wetzlarer Juden die völlige Gleichstellung, die man sich allerdings erkaufen musste. Die Abschaffung des Judeneids erfolgte bereits 1828 in Wetzlar. 1836 gehörten der Gemeinde 680 Juden an, was den Höchststand darstellte. Im Jahre 1838 erfolgte dann eine erneute Veränderung. Wetzlar wurde dem Konsistorium in Bonn unterstellt. Seit dem Wiener Kongress war die Stadt preußisch. Das „Gesetz über die Verhältnisse der Juden vom 23. Juli 1847“ stellte für die jüdische Bevölkerung Rechtsgleichheit mit bestimmten Ausnahmen her. In der Preußischen Verfassungsurkunde vom 31. Januar 1850 stellte die Regierung Juden allen anderen Bürgern gleich. Die jüdischen Einwohner erhielten eine endgültige bürgerliche und wirtschaftliche Gleichstellung.

„Der Genuß der bürgerlichen und staatsbürgerlichen Rechte ist unabhängig vom religiösen Bekenntnis und der Teilnahme an irgendeiner Religionsgemeinschaft“

| Jahr          | Gemeindemitglieder |
| ------------- | ------------------ |
| ≈ 1650        | 60 Personen        |
| ≈ 1750        | 100 Personen       |
| 1836          | 680 Personen       |
| 1896          | 165 Personen       |
| 1900          | 134 Personen       |
| 1904          | 170 Personen       |
| 1933          | 147 Personen       |
| 1942 (Juni)   | 26 Personen        |
| 1942 (August) | 10 Personen        |

Zum 1. August 1853 wurden die 30 jüdischen Versammlungsorte im Landkreis Wetzlar zu acht Synagogenbezirken zusammengefasst. Dabei unterstelle man sie der Synagogengemeinde zu Wetzlar. Es resultierte eine Hauptgemeinde mit mehreren Filialgemeinden und eigenen Beträumen oder Synagogen. Sie waren wie folgt aufgegliedert:
1. Wetzlar
2. Atzbach und Vetzberg
3. Hörnsheim, Hochelheim, Oberkleen und Ebersgöns
4. Münchholzhausen, Nauborn, Griedelbach, Kraftsolms, Kröffelbach und Bonbaden
5. Braunfels, Burgsolms, Oberndorf, Niederbiel und Tiefenbach
6. Biskirchen, Daubhausen, Edingen und Greifenstein
7. Aßlar, Werdorf, Kölschhausen, Ehringshausen und Katzenfurt
8. Hohensolms, Erda und Altenkirchen

Alle Mitglieder in den Filialgemeinden zahlten die „Synagogen-Gemeindesteuer“ an die Wetzlarer Synagoge, auch wenn sie diese nicht besuchten. In der zweiten Hälfte des 19. Jahrhunderts erfolgten deshalb viele Austritte, besonders im Jahre 1876.
Am 10. August 1858 gab sich die Gemeinde eine Synagogenordnung, in der durch 16 Regeln der Synagogenbesuch festgelegt wurde. Bei Verstoß drohten entsprechende Geldstrafen, die der Gemeinde zugutekamen. Mit dem „Statut für die Synagogen-Gemeinde Wetzlar“ regelte man, wer die Gemeinde nach außen vertrat und wer diese Repräsentanten wählen durfte. Der Oberpräsident der Rheinprovinz Adolph von Pommer Esche genehmigte im Februar 1859 in Koblenz diese Satzung. Im Juni desselben Jahres richtete man für jeden Synagogenbezirk einen dreiköpfigen „Local-Vorstand“ ein. Im Frühjahr 1860 erneuerte die Gemeinde das Statut und legte mit 142 Paragraphen fest, wie das Gemeindeleben ablaufen sollte.
Um die rituelle Waschung der Toten durchzuführen, gründete sich innerhalb der Gemeinde 1874 eine Chewra Kadischa („Heilige Bruderschaft“), die die Tahara vornahm. Vier Jahre später, 1878, entstand als Einrichtung der Kinder- und Erholungsfürsorge der „Israelitische Frauenverein“. Auch existierte eine Ortsgruppe des bürgerlich-liberalen Central-Vereins deutscher Staatsbürger jüdischen Glaubens. Im ausgehenden 19. Jahrhundert entstand im Reich eine neue Judenfeindlichkeit, welche auch die Wetzlarer Juden zu spüren bekamen.
Zwischen 1900 und den 1930er-Jahren ist nur wenig überliefert. Die Gemeinde wurde 1915 dem Marburger Provinzialrabbinat zugeordnet. Um 1924 waren die drei Gemeindevorsteher Meier Rosenthal II, Nathan Rosenthal II und Gerson Thalberg. Zur gleichen Zeit wurde die Jüdische Gemeinde in Freienfels eine Filiale der Wetzlarer Synagogengemeinde.

### Zeit des Nationalsozialismus

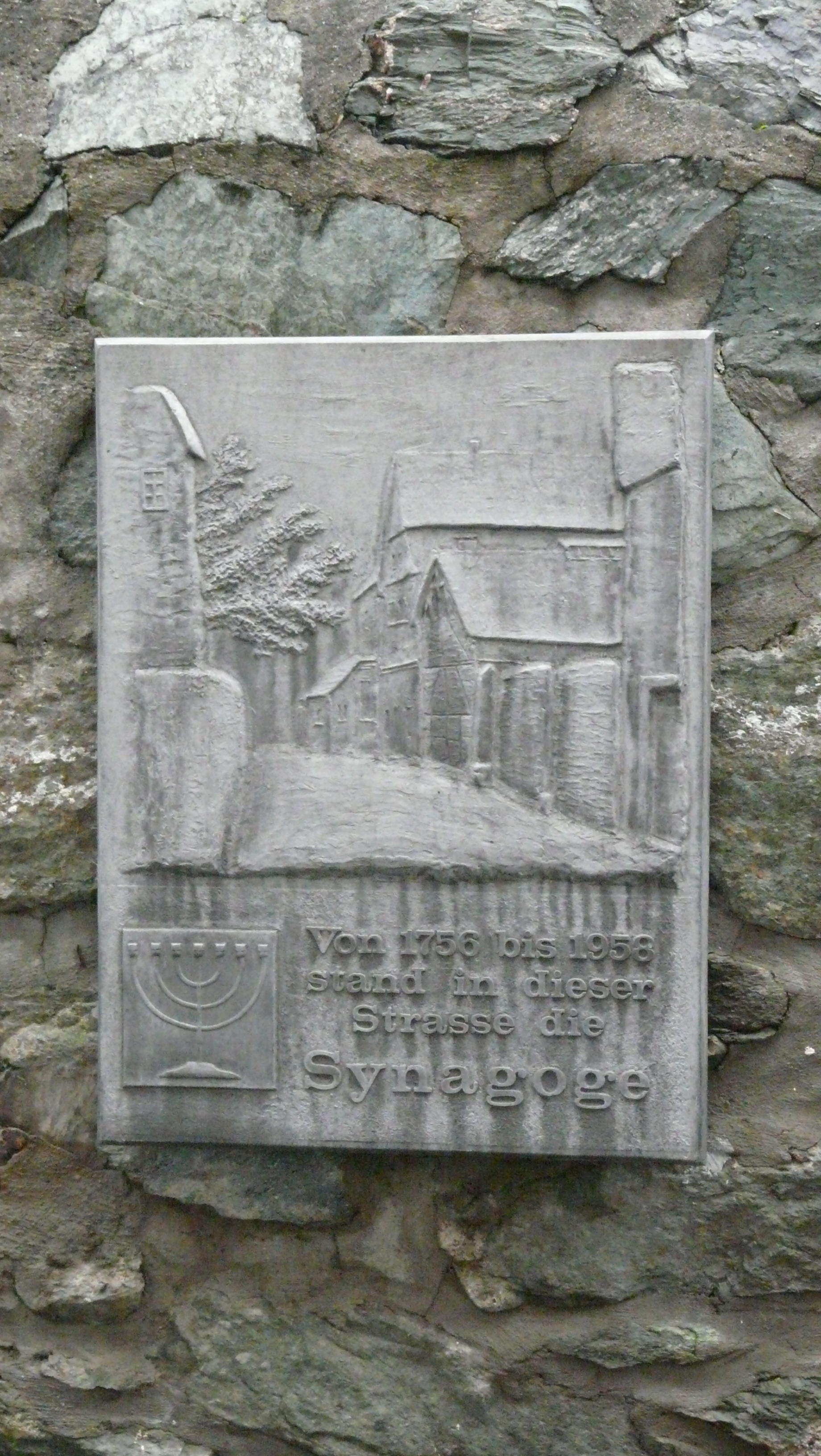
Gedenktafel am Standort der ehemaligen Synagoge in der Pfannenstielsgasse

Nachdem Anfang 1933 die Nationalsozialisten die Macht ergriffen hatten, emigrierten in den Folgejahren viele Mitglieder der kleinen Gemeinde. Ihren vorläufigen Zenit erreichten die menschenrechtswidrigen Verbrechen mit den Nürnberger Rassegesetzen am 15. September 1935. Nachweisbare Auswanderungsziele der Wetzlarer Juden waren Nordamerika, Palästina, Frankreich und Südafrika. Das jüdische Leben kam zum Erliegen, bis 1938 waren alle Vereine aufgelöst.
In der Reichspogromnacht vom 9. auf den 10. November 1938 wurden jüdische Geschäfte beschädigt, die Inneneinrichtung der Synagoge verwüstet und die jüdischen Männer in „Schutzhaft“ genommen. Aus der Literatur ist nicht ersichtlich, ob sie einige Tage später freigelassen oder ob einige ins Konzentrationslager eingeliefert wurden. Zumindest der Kultusbeamte der Gemeinde Josef Gerstel kam auf Betreiben seiner Tochter wieder frei. Am 24. November 1938 bedankte sich der Bürgermeister Eugen Kindermann beim Sturmbannführer für den Einsatz.
Die Wetzlarer Industriellenfamilie Leitz vermittelte ihre jüdischen Angestellten in die ganze Welt. Ernst Leitz junior rettete dabei 41 Juden vor dem Zugriff der Nationalsozialisten. Seine Tochter Elsie Kühn-Leitz versuchte Wetzlarer Juden zur Flucht in die Schweiz zu verhelfen, indem sie ihnen Geld, Kartenmaterial und eine Zuflucht in München organisierte. Sie wurde deshalb im Mai 1942 von der Gestapo festgenommen und für drei Monate gefangen gehalten.
1939 konzentrierte man die „Volljuden“ auf mehrere „Judenhäuser“ in der Stadt. Im März 1942 existierten in Wetzlar fünf davon. Dennoch lebten viele Juden auch noch in Einzelhäusern im Stadtgebiet verteilt. Von den 34 verbliebenen Juden wurden 25 im April 1942 in einer Baracke im Vorort Niedergirmes zusammengepfercht, während man das Inventar ihrer zurückgelassenen Wohnungen versteigerte. Das sogenannte „Sammellager Niedergirmes“ in der Jahnstraße 3 war eine zusätzliche Stufe der Internierung. Die erste Deportation mit 24 Juden vom Wetzlarer Bahnhof aus erfolgte am 10. Juni 1942. Hinzu kamen 75 jüdische Bürger aus dem Landkreis. Es handelte sich dabei ausschließlich um „Volljuden“. Der Zug brachte sie zunächst nach Frankfurt am Main und dann in Richtung Lublin, wo sie in den Lagern Majdanek und Sobibor umgebracht wurden.
Der zweite Transport mit den übrigen zehn Wetzlarer „Volljuden“ und weiteren 24 aus dem Kreisgebiet war für den 28. August 1942 festgelegt. Dieser führte über eine Zwischenstation in Frankfurt nach Theresienstadt. Zumindest eine Jüdin aus Wetzlar wurde von dort aus ins Vernichtungslager Treblinka verschleppt und dort ermordet. Emilie Stern ist die vermutlich einzige Deportierte aus Wetzlar, die ihre Verschleppung überlebte. Sie wurde am 8. Mai 1945 aus dem KZ Theresienstadt von der Roten Armee befreit.
Nach der Verschleppung aller „Volljuden“ lebten in der Stadt nur noch neun Juden „in privilegierter Mischehe mit Ariern“, darunter auch eine Witwe. Nur im Gau Hessen-Nassau erfolgte im Jahr 1943 schon die Verschleppung dieser Juden. Sie wurden einzeln deportiert, unter anderem in das Konzentrationslager Auschwitz. Ende selben Jahres war Wetzlar somit offiziell „judenfrei“. Die verbliebenen, von den Nationalsozialisten als jüdische Mischlinge bezeichneten Menschen wurden herabgewürdigt und in vieler Hinsicht benachteiligt.

### Nachkriegszeit und Gegenwart

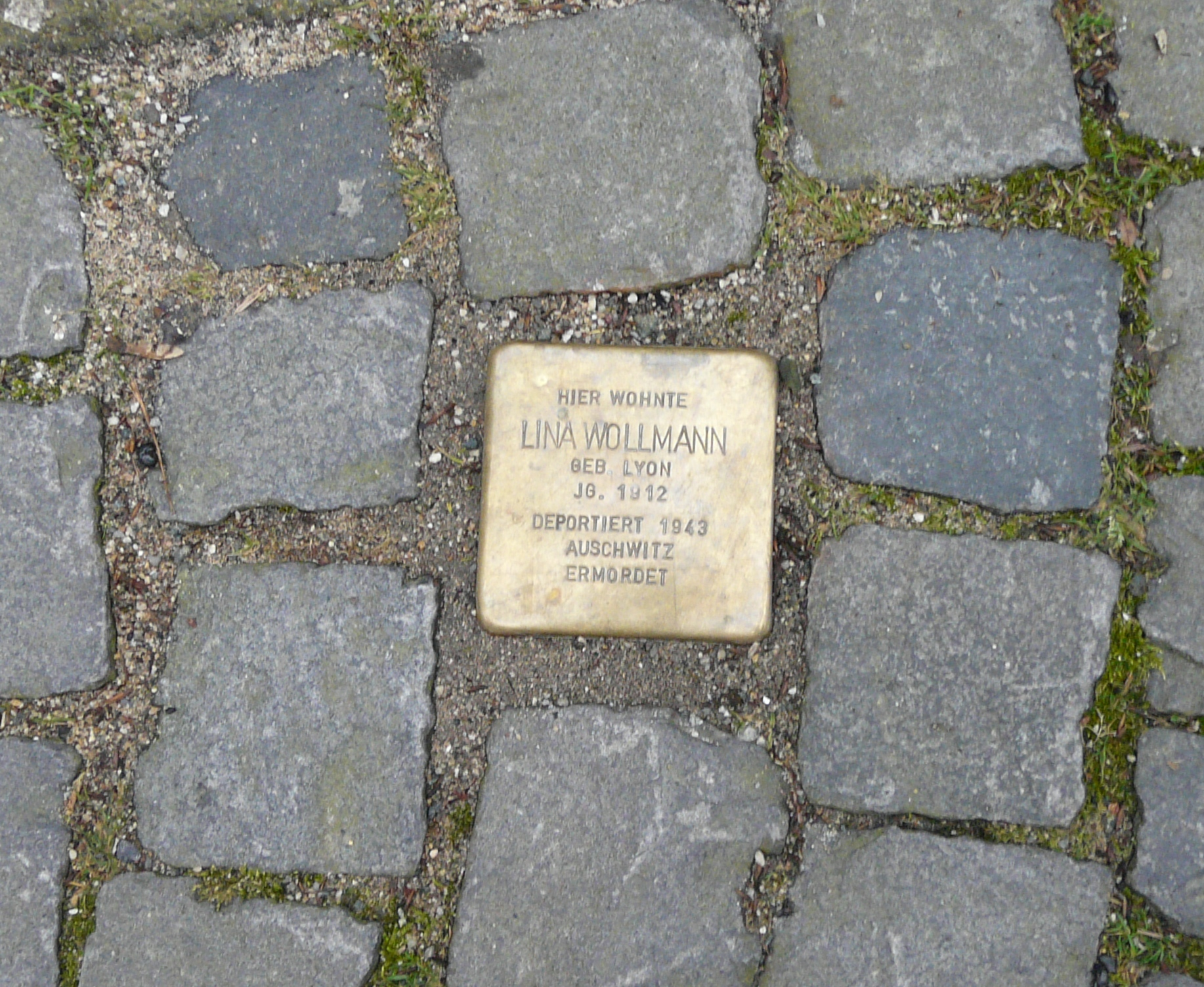
Stolperstein für Lina Wollmann (geb. Levy) im Brodschirm

Nach Ende des Zweiten Weltkriegs wurde Hessen der Amerikanischen Besatzungszone zugeordnet. Die jüdischen Displaced Persons aus Osteuropa bildeten im Frühjahr 1945 eine neue Gemeinde in Wetzlar. Die Militärregierung richtete dafür die Synagoge in der Pfannenstielsgasse wieder her. Im März 1949 reisten die letzten Flüchtlinge in Richtung Nordamerika oder Israel ab, was vorläufig das Ende der jüdischen Gemeinde in der Stadt bedeutete. Nur zwei jüdische Bürger kehrten wieder nach Wetzlar zurück.
Doch die jüdische Gemeinde wirkt bis heute nach. Neben mehreren Gedenksteinen und Tafeln verlegte der Künstler Gunter Demnig am 22. Oktober 2009 sechs sogenannte Stolpersteine in der Stadt. Sie befinden sich an den letzten Wohnsitzen in der Krämerstraße, der Pfannenstielsgasse, der Zuckergasse, am Liebfrauenberg und am Brodschirm, alle in der Wetzlarer Altstadt. Am 8. September 2015 folgten 19 weitere Stolpersteine.

## Einrichtungen

### Synagogen

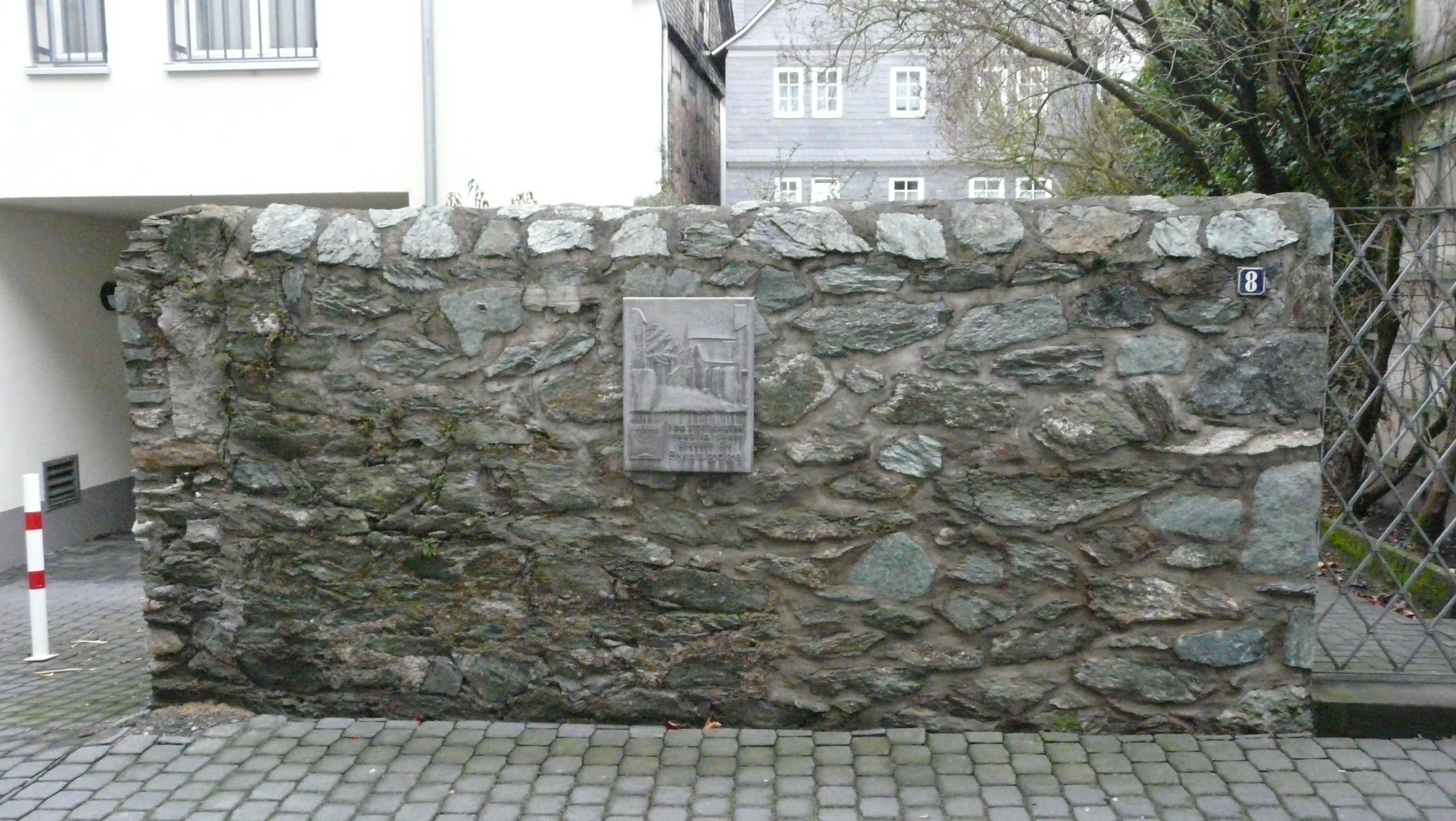
Standort der ehemaligen Synagoge in der Pfannenstielsgasse 8

Am 31. August 1295 wird erstmals eine Synagoge erwähnt. Sie befand sich im Bereich Steingasse und Lahnstraße, heute Hertebau. Vermutlich war das Gebäude aber bereits in der ersten Hälfte des 16. Jahrhunderts verfallen. Seit dieser Zeit wurde Gottesdienst in Beträumen oder Betstuben abgehalten. Diese befanden sich in den Wohnungen und Wohnhäusern der Wetzlarer Juden.
Bereits 1734 hatte die Gemeinde vor, eine neue Synagoge zu bauen. Der Magistrat erteilte allerdings zunächst keine Baugenehmigung, weshalb es zu einer jahrelangen Auseinandersetzung kam. Schließlich zog die Gemeinde im Juni 1753 vor das Reichskammergericht, das 1754 das Urteil verkündete und die Erlaubnis erteilte. In den Jahren 1755/1756 baute man ein zweigeschossiges Wohnhaus in der Pfannenstielsgasse 8 (⊙) um. Das ehemalige Färberhaus bot sich aufgrund seiner Halle zum Umbau in einen Betsaal mit Frauenempore an. Außerdem hatte man im Haus genug Platz, um Gemeindeverwaltung und Schulräume sowie eine Mikwe einzurichten. Der Betsaal war für 50 Männer ausgelegt, die Empore für weitere 50 Frauen. 1930 wurde sie für 4.155,75 Reichsmark renoviert. Nachdem die Inneneinrichtung in der Reichspogromnacht zerstört, die Synagoge aber nicht angezündet worden war, verkaufte die Gemeinde am 21. Februar 1939 das Grundstück für 2500 Reichsmark an die Brauerei Gebr. Waldschmidt. Die Kultusgegenstände wurden bereits in der Pogromnacht nach Frankfurt am Main gebracht. Die Brauerei nutzte die profanierte Synagoge als Lagerhaus, ehe ab 1940 französische Kriegsgefangene hier lebten. Dieser Zustand änderte sich mit Kriegsende, als die amerikanische Militärregierung das Gebäude wieder als Synagoge für die Displaced Persons herrichtete, wobei die dreiseitige Empore nur noch für 23 Frauen ausgelegt war. Sie wurde im September 1945 eingeweiht. Die Fachwerksynagoge besaß ein Mansarddach und war mit Schiefer eingedeckt. Die Decke war gewölbt und es befand sich eine Rosette an der Ostwand. Nachdem die osteuropäischen Flüchtlinge 1949 aus Wetzlar verzogen waren, nutzte die Brauerei das Haus wieder, da die Hessische Treuhandsverwaltung GmbH im Jahr 1951 Besitzanspruch gestellt hatte, musste die Brauerei erneut eine Zahlung entrichten. Diese lag bei 10.000 DM. Wegen Baufälligkeit riss man im November 1958 die ehemalige Synagoge ab, die Brauerei baute daraufhin ein Sudhaus auf das Grundstück.

### Mikwe und Religionsschule
Vermutlich existierte in der Stadt seit dem Bau der ersten Synagoge auch eine Mikwe, da die erste Synagoge etwa vier bis fünf Meter, das zweite Gotteshaus etwa zwei Meter über dem Grundwasserspiegel lag. Nachweislich bestand 1938 kein Ritualbad mehr im Keller der Synagoge, was wahrscheinlich mit der gemäßigt orthodoxen Ausrichtung der Wetzlarer Juden zusammenhing.
Eine Religionsschule wurde beim Bau der neuen Synagoge im Jahr 1755 integriert und zwei Schulzimmer eingerichtet. Der Unterricht fand zweiklassig statt und kostete im Jahr je Kind zehn Reichsmark. Im Schuljahr 1931/1932 besuchten neun Kinder die Schule. Immerhin war der Religionslehrer nachweislich ab 1878 auch Chasan (Vorbeter). Zudem unterrichtete er vielfach auch die Kinder an den Religionsschulen in den Synagogenbezirken. In einer Stellenausschreibung von 1891 ist ein Jahresgehalt von 1.050 Mark erwähnt.

### Friedhöfe

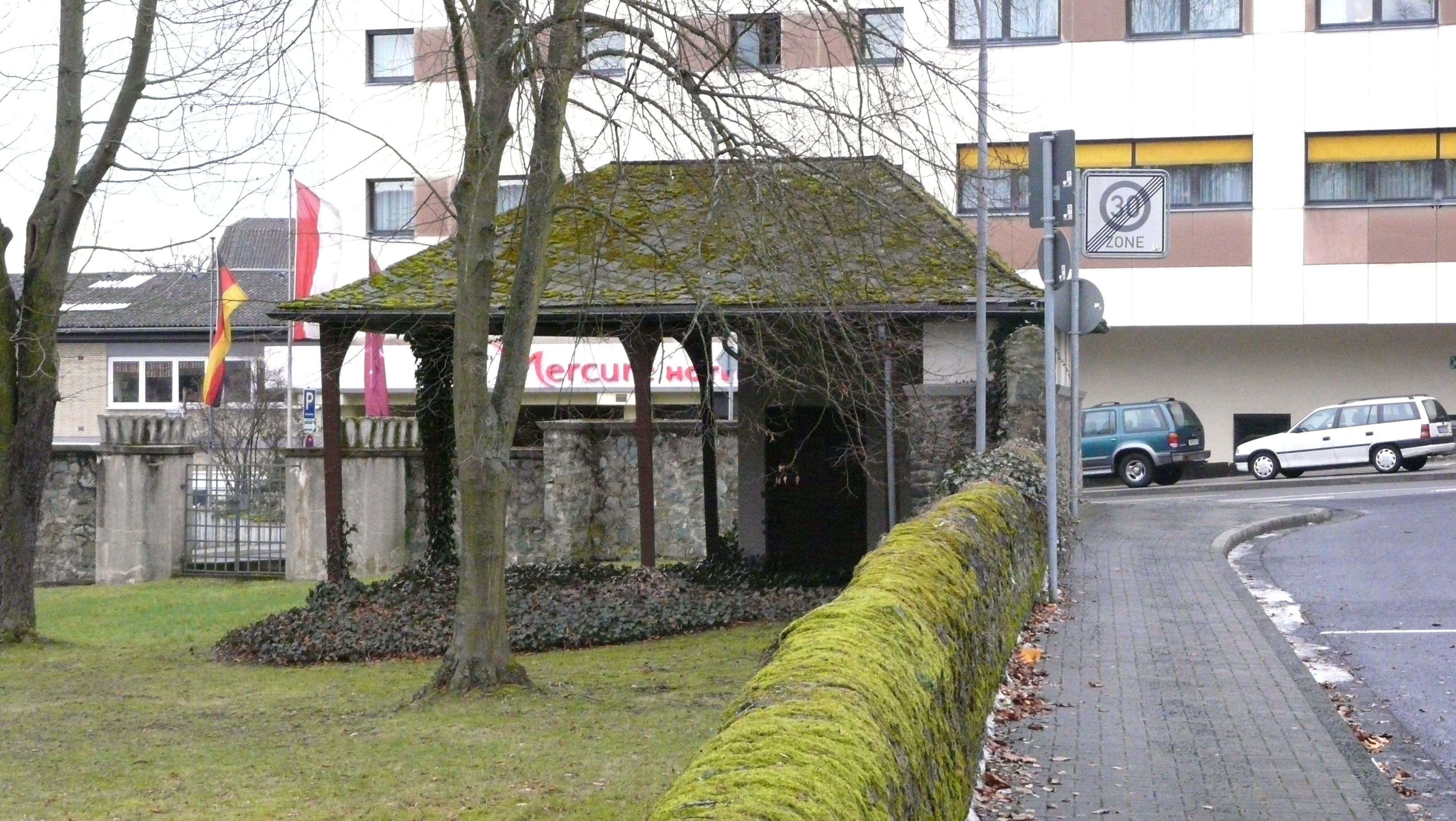
Taharahaus auf dem Jüdischen Friedhof von 1881

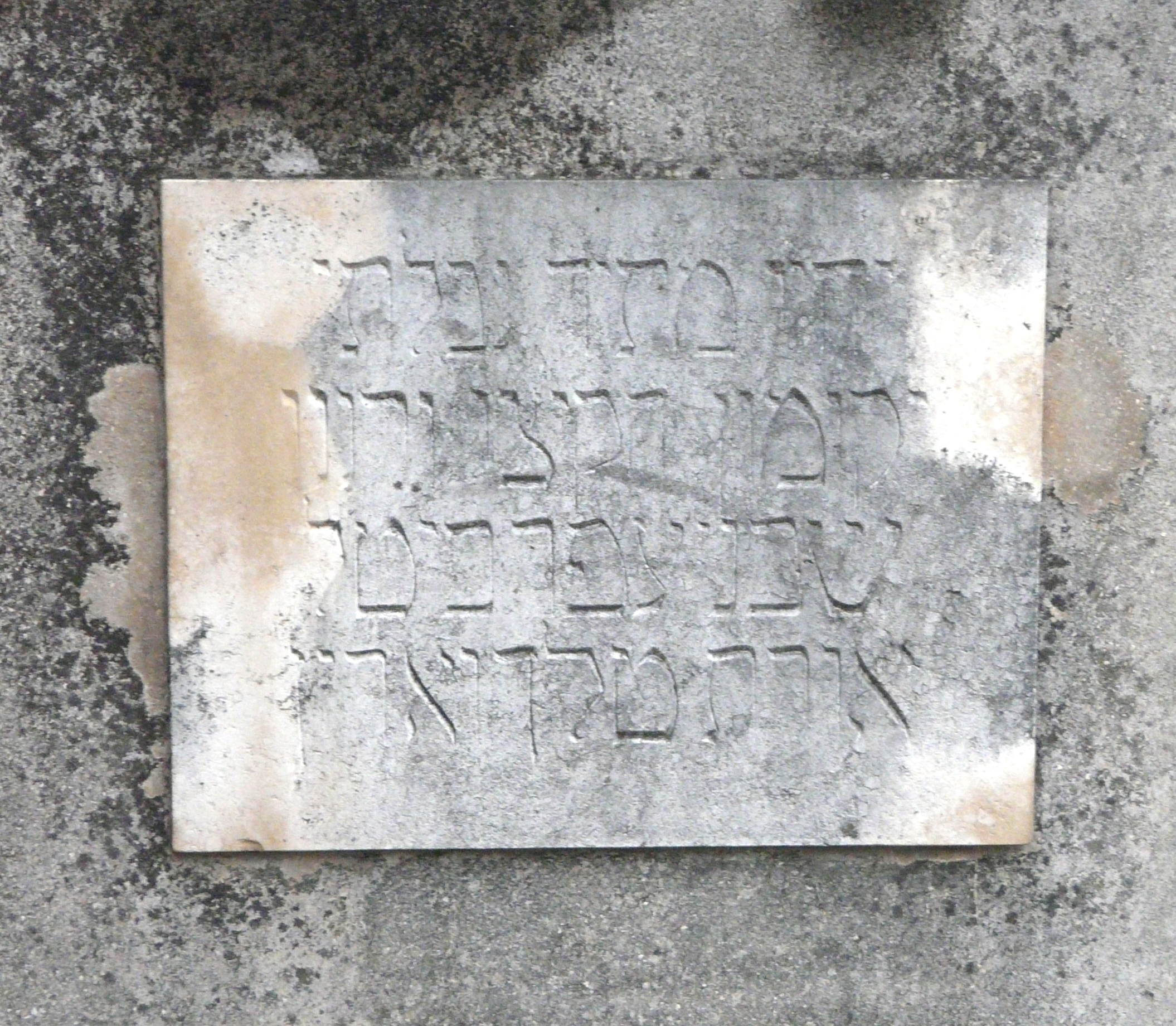
Spruchtafel

Die wenigen jüdischen Einwohner von Wetzlar wurden jahrhundertelang in Frankfurt bestattet. Zu Beginn des 15. Jahrhunderts wollte die Frankfurter Judenschaft keine Beerdigungen aus anderen Städten mehr zulassen. So wird 1482 sowie 1492 auch Wetzlar erwähnt. Im 17. Jahrhundert entstand der erste jüdische Friedhof auf dem Gelände eines um 1400 errichteten Zwingers. Er befand sich außerhalb der Stadtmauer neben dem Silhöfer Tor und umfasste etwa 7,89 Ar. Der Friedhof stellt ein klassisches Beispiel eines jüdischen Stadtfriedhofs dar. Bis 1880, als der Friedhof geschlossen wurde, waren etwa 150 Gräber angelegt. Heute sind noch 52 Grabsteine erhalten, der älteste datiert auf das Jahr 1714.
Daraufhin legte die Gemeinde im Einvernehmen des Magistrats an der Wohlgrabenstrasse, heute Bergstraße, einen neuen Friedhof (⊙) auf. Am 16. Juni 1881 wurde er eingeweiht. Auf dem 31,41 Ar großen Friedhofsgelände wurde auch ein kleines Taharahaus errichtet. Dabei weist die Anordnung von Grab und Grabstein eine Besonderheit auf, da in Wetzlar bereits im 19. Jahrhundert der Grabstein hinter das Grab gesetzt wurde, wie es auf christlichen Friedhöfen üblich ist. Am 2. November 1881 ist die erste Beisetzung nachzuweisen. Insgesamt wurden 115 Juden bis 1940 hier beerdigt. Dazu zählten auch Kriegsgefangene des Ersten Weltkriegs aus Polen und Russland, die im Wetzlarer Lazarett starben. In der Nachkriegszeit wurden außerdem 45 Displaced Persons bestattet. 1969 exhumierte man sechs Gräber auf dem jüdischen Friedhof in Atzbach und überführte sie nach Wetzlar.
Am Eingang befinden sich zwei Spruchtafeln, eine in hebräischer Sprache sowie eine mit deutscher Übersetzung. Darauf wird aus dem Propheten Jesaja zitiert:

„Lass aufleben deine Toten
Meine Leichen erstehen
Erwachet und jubelt
Die ihr ruhet im Staube“

In den beiden Stadtteilen Hermannstein und Münchholzhausen, die erst 1979 eingemeindet wurden, existiert heute noch jeweils ein jüdischer Friedhof. Sie wurden als typische Landfriedhöfe gegen Mitte des 19. Jahrhunderts aufgelegt. Nachdem beide in der Zeit des Nationalsozialismus beschädigt wurden, sind heute in Hermannstein 37 Grabsteine sowie in Münchholzhausen 16 Grabsteine erhalten.

Aßlar |
Biskirchen |
Brandoberndorf |
Burgsolms |
Haiger |
Herborn |
Hermannstein |
Hörnsheim |
Hohensolms |
Katzenfurt |
Münchholzhausen |
Niederweidbach |
Philippstein |
Roth |
Vollnkirchen |
Waldgirmes |
Werdorf |
Wetzlar (alt) |
Wetzlar (neu)